# Наконечний Віктор Андрійович
Ві́ктор Андрі́йович Наконе́чний (7 березня 1947 с. Клембівка, нині Ямпільська міська громада, Могілів-Подільський район, Вінницька обл. — 25 грудня 2015, там само) — майстер витинанок і писанок, різьблення по дереву, живописець, графік. Заслужений майстер народної творчості України (2000). Лауреат Премії імені Катерини Білокур (2000), Шевченківської премії (2009) за серію картин «Краю мій сонячний».

## Біографія
Народився 7 березня 1947 року в селі Клембівці Ямпільського району Вінницької області.
З раннього дитинства самостійно вчився малювати, а дізнавшись, що в селі живе народний художник Іван Шкорульский, пішов до нього в учні. Пізніше Віктор закінчив Московський заочний університет мистецтв, де навчався на відділі станкового живопису і графіки факультету образотворчого мистецтва.
Не маючи академічної художньої освіти, він самостійно опановував техніку живопису, копіюючи картини класиків. Згодом винайшов свою власну техніку роботи олійними фарбами.
Від 1985 року Віктор Наконечний брав участь в обласних та всеукраїнських художніх виставках. Персональні виставки проходили у Києві (2000, 2007, 2009, 2014) та Вінниці (2000, 2009, посмертно — 2017). До творів митця виявляють зацікавлення музейні установи, колекціонери, шанувальники народного мистецтва. Роботи художника знаходяться в багатьох країнах світу: Австралії, Ізраїлі, Канаді, Німеччині, США, Франції та ін. Деякі твори зберігаються у Вінницькому художньому та краєзнавчому музеях, Національному центрі народної культури «Музей І. Гончара» (Київ). 1995 року художник створив у власному будинку музей народного мистецтва.
Помер Віктор Андрійович Наконечний 25 грудня 2015 року, похований у Клембівці.

## Творчість
Віктор Наконечний автор 4000 картин у техніці олійного й темперного живопису, близько тисячі графічних робіт, двох сотень витинанок, понад ста писанок.
В 1993 та 1995 роках проілюстрував графічними роботами дві збірки віршів поета-земляка Олександра Височанського.
Працював в жанрі пейзажу («Дністровські кручі», «За селом», «Догоряє день», «Моє Поділля», «Серпень») і натюрморту («Польові квіти», «Осінні квіти»). Створив низку картин на теми обрядів і звичаїв українців («Щедрий вечір», «Водохреща», «Купальська ніч», «Великодня неділя»), картин з життя подільського села («Перший укіс», «Свято врожаю», «Вечоріє», «Самотня», «Сільською вулицею», «Через мою хату журавлі летять»). Розробляв тему маленьких міст України («Ярмарок у Хмільнику», «Мальовниче Поділля», «Український ярмарок»). Приділяв увагу темі нелегкого життя сільської жінки-трудівниці («Дозріла картопля», «Ой, стривай, стривай, літечко», «Подруги», «Солов'їна весна»).

## Нагороди та відзнаки
2000 — звання «Заслужений майстер народної творчості України».
2000 — Премія імені Катерини Білокур
2009 — Національна премія України імені Тараса Шевченка